# Goosebumps (Bastille)
Goosebumps EP è il sesto EP del gruppo musicale britannico Bastille, pubblicato il 4 dicembre 2020 dalla Virgin Records.

## Tracce
1. Goosebumps (feat. Kenny Beats) – 2:47
2. Survivin' – 2:53
3. What You Gonna Do??? (feat. Graham Coxon) – 2:11
4. Survivin' (One Eyed Jack's Session) – 3:24
5. Goosebumps (One Eyed Jack's Session) – 2:47